# Otto von Struve

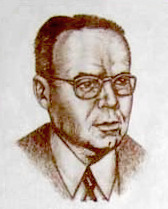
Otto Struve (1949)

Otto von Struve, auch Otto Struve (* 12. August 1897 in Charkow, Russisches Kaiserreich; † 6. April 1963 in Berkeley (Kalifornien), Vereinigte Staaten) war ein russisch-amerikanischer Astronom deutsch-baltischer Abstammung.

## Leben
Struve war der Sohn des Mathematikers Ludwig von Struve und der Neffe von Hermann von Struve. Nach seiner Schulzeit begann Struve ab 1914 Astronomie an der Universität Charkow zu studieren. Sein Studium wurde durch den russischen Bürgerkrieg unterbrochen, in dem er auf der Seite der Weißen Armee kämpfte. Nach Kriegsende schloss er sein Studium ab und lehrte auch für kurze Zeit als Dozent.
1921 wanderte er in die USA aus und wirkte schon bald als assistant for stellar spectroscopy am Yerkes Observatory in Williams Bay, Wisconsin. Dieses Observatorium gehörte der University of Chicago. Struve promovierte 1923 und im darauffolgenden Jahr avancierte er zum Dozenten in Yerkes. Als solcher heiratete er 1925 Mary Martha Lanning. Da die Ehe kinderlos blieb, blieb Otto von Struve der letzte Spross der großen Astronomenfamilie Struve.
1927 wurde er zum assistant professor ernannt und noch im selben Jahr bekam er die US-amerikanische Staatsbürgerschaft. 1930 wurde er zum associate professor befördert und 1931 zum assistant director. In den Jahren 1932 bis 1947 leitete Struve als Direktor das Yerkes-Observatorium und gleichzeitig war er in diesen Jahren als Professor für Astrophysik an der Universität in Chicago tätig.
Als 1939 die Universität von Texas ihr McDonald Observatory in den Davis Mountains eröffnete, betraute man Struve mit der Leitung.
1950 legte Struve die Ämter aus gesundheitlichen Gründen in Austin und in Chicago nieder und nahm einen Ruf der University of California, Berkeley an. Dort lehrte er an der astronomischen Fakultät und leitete das Leuschner Observatory, das zu dieser Fakultät gehörte.
1952 wurde Struve zum Präsidenten der Internationalen Astronomischen Union gewählt. Dieses Amt hatte er bis 1955 inne. Vier Jahre später berief man Struve zum Direktor des National Radio Astronomy Observatory. Diesen Posten bekleidete er bis an sein Lebensende.
Neben seiner Tätigkeit als Herausgeber des Astrophysical Journal beschäftigte er sich mit umfangreichen spektroskopischen Beobachtungen und theoretischen Untersuchungen über Sterne mit ausgedehnten Gashüllen, über Veränderliche Sterne, Doppelsterne und interstellare Materie.

## Mitgliedschaften
1937 wurde Struve in die National Academy of Sciences und in die American Philosophical Society, 1942  in die American Academy of Arts and Sciences gewählt. Seit 1950 war er auswärtiges Mitglied der Königlich Niederländischen Akademie der Wissenschaften und seit 1953 Ehrenmitglied der Royal Society of Edinburgh. 1954 wurde er als Mitglied („Fellow“) in die Royal Society aufgenommen. Die Académie royale des Sciences, des Lettres et des Beaux-Arts de Belgique nahm ihn 1957 als assoziiertes Mitglied auf. Seit dem 22. Dezember 1958 war er korrespondierendes Mitglied der Académie des sciences.

## Ehrungen
- 1944: Goldmedaille der Royal Astronomical Society
- 1948: Bruce Medal der Astronomical Society of the Pacific
- 1954: Jules-Janssen-Preis
- 1957: Henry Norris Russell Lectureship
- Der Mondkrater Struve, der Asteroid (2227) Otto Struve und das Teleskop Otto Struve Telescope sind nach ihm benannt.

## Schriften
- Stellar evolution – an exploration from the observatory. Princeton University Press, Princeton 1950.
- Elementary Astronomy. 1959.
  - deutsch: Astronomie – Einführung in ihre Grundlagen. 2., durchgesehene Auflage. de Gruyter, Berlin 1963.
- The universe. M.I.T Press, Cambridge 1966.